# Jimmy White
James "Jimmy" Warren White (n. 2 mai 1962, Greater London, Anglia, Regatul Unit) este un jucător profesionist de snooker, de 6 ori finalist la Campionatul Mondial de Snooker. El este cel mai popular jucător de snooker alături de Ronnie O'Sullivan.

## Turnee câștigate
- British Open – 1987, 1992
- European Open – 1992
- Masters – 1992.